# خون و خاک

لوگوی وزارت غذا و کشاورزی (رایش سوم)، و ایدئولوژی خون و خاک

خاک و خون (به آلمانی: Blut und Boden) ایدئولوژی ست که بر اساس دو عامل تبار (خون (یک ملت)) و وطن (خاک) بر قومیت تأکید می‌کند. این ایدئولوژی رابطه یک مردم با خاکی که اشغال کرده و در آن زراعت می‌کنند را تجلیل کرده، ارزش بسیاری برای فضیلت زندگی روستایی قائل است. خاک و خون در کنار نژاد برتر، طی دوره زمامداری آدولف هیتلر تبدیل به عصای پروپاگاندا شده بود.

## فراز
عبارت آلمانی در قرن هیجدهم در رسالاتی در خصوص نژادگرایی و رمانتیسیسم ملی ابداع شد.